# Anna Feodorovna Filonenko-Kamaeva
Anna Feodorovna Filonenko-Kamaeva (República Socialista Federativa Soviética da Rússia, 28 de Novembro de 1918 - Rússia, 18 de Junho de 1998) foi uma espiã soviética.
Lutou na Grande Guerra Patriótica (denominação da II Guerra Mundial na URSS), participou da defesa de Moscou e de atividades de guerrilha. De 1944 a 1960, juntamente com seu marido Mikhail Ivanovich Filonenko esteve em missões ilegais no exterior na Ásia, América do Sul, Estados Unidos e Portugal. Foi para a reserva como Podpolkovnik (tenente-coronel). Falava espanhol, português e tcheco. Foi consultora da série de televisão soviética, dos anos 1970, 17 momentos de primavera  e, é considerada a inspiração para a criação da personagem "operadora de rádio russa" Kat.

## Biografia
Nasceu em 28 de Novembro de 1918, na aldeia de Tatischevo, distrito Vereisk, região de Moscou em uma numerosa família de camponeses.
Formou-se no curso escolar de sete anos, em seguida, estudou numa fábrica-escola, onde aprendeu tecelagem. Iniciou sua carreira profissional em 1934 na fábrica "Rosa Vermelha". Tornou-se aluna, depois tecelã e realizava aquisição de materiais. Tornou-se stakhanovista, trabalhando em várias máquinas.
Em Setembro de 1938, foi recrutada para a komsomol (Liga Comunista Leninista da Juventude de Toda a União) pela NKVD.

### II Guerra Mundial
Participou da Grande Guerra Patriótica. Em 1941, durante defesa de Moscou, esteve envolvida em operações especiais da NKVD, bem como na preparação para trabalho incógnito em caso de ocupação da capital pelo inimigo. O serviço de inteligência elaborou planos para assassinar Adolf Hitler e outros membros da alta cúpula nazista, caso estes comparecessem nas comemorações pela tomada da capital soviética. Lavrentiy Beria, pessoalmente, determinou o papel que seria desempenhado por Anna nestes planos, o que na prática seria para ela uma missão suicida. Porém, como o Exército Vermelho conseguiu repelir os invasores, tais planos foram descartados.

### Espionagem
Em 1942, formou-se na escola da NKVD de Sverdlovsk (Ecaterimburgo), em 1947 e cursou línguas estrangeiras na Escola Superior do Ministério da Segurança do Estado da URSS. Em 1944 foi enviada ao México onde, com outros agentes, participou da elaboração de um ousado plano para resgatar Ramón Mercader, preso naquele país desde 1940 pelo assassinato de Leon Trótski, mas esta ação foi cancelada. Em 1946, de volta à URSS, casou-se com Mikhail Ivanovich Filonenko. Em 1947, foi selecionada para treinamento especial. Desde 1948, regularmente viajou com o marido ao estrangeiro para trabalhar na área de inteligência ilegal.
De Janeiro de 1954 (ano de criação da KGB), a Julho de 1960, esteve infiltrada no Brasil junto com seu marido, onde era responsável por questões operacionais e técnicas. Depois de falhar na tentativa de obter vistos canadenses ambos conseguiram infiltrar-se no Brasil, como refugiados católicos tchecos, com o auxílio do UNHCR (Alto Comissariado das Nações Unidas para os Refugiados). A URSS mantinha uma rede de agentes "residentes" organizados em "residências" em muitos países (EUA, Reino Unido, Austrália, Brasil, Argentina, Cuba, etc.). Os agentes ilegais "residentes" no exterior não possuíam vínculos oficiais com a URSS, não tinham imunidade diplomática, usavam documentação falsa e, muitos eram casais como o casal Filonenko. Anna e Mikhail assumiram as identidades dos personagens fictícios "Mariya Navotnaya" ("cidadã tcheca" "nascida" em 10 de Outubro de 1920 na Manchúria) e "Joseph Ivanovich Kulda" ("nascido" em 7 de Julho de 1914 em Alliance, Ohio, EUA que teria emigrado para a Tchecoslováquia com a família em 1922).
O casal realizou sondagens, recrutamento para operações, supervisionou atividades de inteligência ilegal e enviava regularmente relatórios ao comando. Aproximaram-se com sucesso, do círculo do presidente brasileiro Juscelino Kubitschek  e, também, do ditador paraguaio Alfredo Stroessner. As duras condições de trabalho e o estresse constante, causaram um infarto em Mikhail e, por este motivo, em Julho de 1960, a família Filonenko, retornou à URSS.
Sua avaliação de desempenho observou:
"Durante as complicações operacionais, com três filhos, o casal Filonenko mostrou grande contenção e auto-controle, para suportar todas as dificuldades do trabalho em condições especiais."

### Família
Em 1 de Outubro de 1946 casou-se com o também espião, Mikhail Ivanovich Filonenko. O casal teve três filhos: Paul (nascido em Moscou), Maria (nascida na China) e Ivan (nascido no Brasil). Deu à luz os dois filhos mais jovens no exterior enquanto na clandestinidade. Na União Soviética, os filhos ficaram surpresos ao finalmente saberem que seus pais eram espiões. Dedicou-se a "eliminar" a influência que a igreja católica brasileira tivera sobre a educação dos filhos.
Em 1963, com a patente de tenente-coronel foi transferida para a reserva. Anna Feodorovna Filonenko-Kamaeva morreu em 18 de Junho de 1998.

## Honrarias
Foi condecorada com a Ordem da Estrela Vermelha, duas medalhas "Por Mérito Militar" e as medalhas "pela defesa de Moscou", "pela vitória sobre a Alemanha na Grande Guerra Patriótica de 1941-1945", "800 anos de Moscou", "30 Anos do Exército e da Marinha Soviéticos", "trabalhador Homenageado da NKVD" e "membro honorário da KGB."